# 1. česká hokejová liga 2014/2015
1. česká hokejová liga 2014/15 byla 22. ročníkem české druhé nejvyšší soutěže. Z extraligy do tohoto ročníku sestoupily kluby Rytíři Kladno a Piráti Chomutov, naopak z 2. ligy do tohoto ročníku postoupilo mužstvo LHK Jestřábi Prostějov a do 2. ligy sestoupili Medvědi Beroun.

## Systém soutěže
V 1. lize hrálo stejně jako v předešlé sezóně 14 klubů. V základní části se celky střetly každý s každým dvakrát na domácím hřišti a dvakrát na hřišti soupeře, celkem se tedy odehrálo 52 kol. Poté prvních 6 týmů postoupilo přímo do čtvrtfinále play off a 7. s 10. a 8. s 9 hráli předkolo play off na 3 vítězné zápasy. Čtvrtfinále a semifinále play off se hrálo na 4 vítězné zápasy. Vítězové semifinále hráli s posledními 2 kluby extraligy baráž o extraligu (čtyřikrát každý s každým, tj. 12 kol).
11. až 14. tým základní části hrál skupinu o udržení každý s každým doma a venku (celkem 6 kol). Poslední tým této skupiny sestoupil do 2. ligy a byl nahrazen vítězem kvalifikace třech nejlepších klubů z obou skupin 2. ligy.

## Kluby podle krajů
- Ústecký kraj: Piráti Chomutov, HC Slovan Ústí nad Labem, HC Stadion Litoměřice, HC Most, SK Kadaň
- Vysočina: HC Dukla Jihlava, HC Havlíčkův Brod, SK Horácká Slavia Třebíč
- Středočeský kraj: HC Benátky nad Jizerou, Rytíři Kladno
- Olomoucký kraj: Salith Šumperk, LHK Jestřábi Prostějov
- Moravskoslezský kraj: HC AZ Havířov 2010
- Jihočeský kraj: ČEZ Motor České Budějovice

## Základní údaje
Údaje v tabulce jsou platné k začátku soutěže.
| Klub                       | Stadion   | Hlavní trenér     | Kapitán                               | Přestupy | Asistent trenéra | Soupisky                                       |
| -------------------------- | --------- | ----------------- | ------------------------------------- | -------- | ---------------- | ---------------------------------------------- |
| Rytíři Kladno              | Zde 8 600 | Jiří Čelanský     | Petr Tenkrát                          | Zde      | Jiří Kopecký     | Zde Archivováno 2. 5. 2014 na Wayback Machine. |
| Piráti Chomutov            | Zde 5 250 | Břetislav Kopřiva | Jiří Drtina                           | Zde      | Aleš Totter      | Zde                                            |
| HC Slovan Ústí nad Labem   | Zde 6 500 | Milan Skrbek      | Jaroslav Roubík později Martin Vágner | Zde      | Tomáš Mareš      | Zde                                            |
| HC Dukla Jihlava           | Zde 7 500 | Petr Vlk          | Tomáš Čachotský                       | Zde      | František Zeman  | Zde                                            |
| HC Havlíčkův Brod          | Zde 4 000 | Miroslav Barus    | Roman Maliník                         | Zde      | Richard Cachnín  | Zde                                            |
| SK Horácká Slavia Třebíč   | Zde 5 000 | Jiří Mička        | David Dolníček                        | Zde      | Radek Novák      | Zde                                            |
| SK Kadaň                   | Zde 3 000 | Jaroslav Beck     | Petr Jíra                             | Zde      | Petr Martínek    | Zde                                            |
| HC Benátky nad Jizerou     | Zde 1 500 | Filip Pešán       | Josef Skořepa                         | Zde      | Vladimír Čermák  | Zde                                            |
| HC Stadion Litoměřice      | Zde 1 750 | Jiří Doležal      | Martin Novák                          | Zde      | Daniel Tvrzník   | Zde                                            |
| LHK Jestřábi Prostějov     | Zde 5 125 | Tomáš Sršeň       | Lukáš Duba                            | Zde      | Petr Zachar      | Zde                                            |
| HC Most                    | Zde 1 646 | Radek Mrázek      | Kamil Charousek                       | Zde      | Viktor Lukeš     | Zde                                            |
| Salith Šumperk             | Zde 3 500 | Radek Kučera      | Aleš Holík                            | Zde      | Jaromír Jindřich | Zde Archivováno 4. 8. 2014 na Wayback Machine. |
| HC AZ Havířov 2010         | Zde 5 100 | Jan Daneček       | Jiří Krisl                            | Zde      | Tomáš Potěšil    | Zde                                            |
| ČEZ Motor České Budějovice | Zde 6 421 | Petr Rosol        | Josef Straka                          | Zde      | Radek Bělohlav   | Zde                                            |

## Konečná tabulka
| Vysvětlivka                          |
| ------------------------------------ |
| Přímý postup do čtvrtfinále play off |
| Postup do předkola play off          |
| Účastník play out                    |

| Poř. | Tým                        | Z  | V  | VP | PP | P  | VG  | OG  | B   |
| ---- | -------------------------- | -- | -- | -- | -- | -- | --- | --- | --- |
| 1.   | Piráti Chomutov            | 52 | 33 | 7  | 6  | 6  | 200 | 102 | 119 |
| 2.   | ČEZ Motor České Budějovice | 52 | 26 | 7  | 3  | 16 | 184 | 134 | 95  |
| 3.   | SK Horácká Slavia Třebíč   | 52 | 28 | 2  | 6  | 16 | 145 | 127 | 94  |
| 4.   | HC Dukla Jihlava           | 52 | 24 | 8  | 5  | 15 | 169 | 140 | 93  |
| 5.   | Rytíři Kladno              | 52 | 27 | 4  | 3  | 18 | 185 | 123 | 92  |
| 6.   | HC AZ Havířov 2010         | 52 | 23 | 4  | 5  | 20 | 147 | 147 | 82  |
| 7    | SK Kadaň                   | 52 | 23 | 2  | 8  | 19 | 139 | 134 | 81  |
| 8.   | HC Stadion Litoměřice      | 52 | 24 | 3  | 3  | 22 | 151 | 131 | 81  |
| 9.   | HC Benátky nad Jizerou     | 52 | 20 | 8  | 2  | 22 | 131 | 126 | 78  |
| 10.  | HC Slovan Ústí nad Labem   | 52 | 22 | 2  | 5  | 23 | 159 | 165 | 75  |
| 11.  | Salith Šumperk             | 52 | 19 | 4  | 5  | 24 | 154 | 188 | 70  |
| 12.  | HC Most                    | 52 | 11 | 5  | 9  | 27 | 109 | 195 | 52  |
| 13.  | LHK Jestřábi Prostějov     | 52 | 9  | 5  | 3  | 35 | 116 | 207 | 40  |
| 14.  | HC Havlíčkův Brod          | 52 | 8  | 6  | 4  | 34 | 113 | 183 | 40  |

- V případě rovnosti bodů rozhodla bilance vzájemných zápasů.

## Hráčské statistiky základní části

### Kanadské bodování
Toto je konečné pořadí hráčů podle dosažených bodů. Za jeden vstřelený gól nebo přihrávku na gól hráč získal jeden bod.
| Poř. | Hráč            | Tým                        | Z  | G  | A  | B  | TM | +/- |
| ---- | --------------- | -------------------------- | -- | -- | -- | -- | -- | --- |
| 1.   | Tomáš Nouza     | ČEZ Motor České Budějovice | 52 | 33 | 44 | 77 | 26 | 12  |
| 2.   | Josef Straka    | ČEZ Motor České Budějovice | 51 | 30 | 47 | 77 | 48 | 8   |
| 3.   | Jaroslav Roubík | HC Slovan Ústí nad Labem   | 52 | 38 | 33 | 71 | 28 | 11  |
| 4.   | Patrik Moskal   | Salith Šumperk             | 51 | 20 | 40 | 60 | 80 | -4  |
| 5.   | Jaroslav Kalla  | HC Stadion Litoměřice      | 52 | 12 | 48 | 60 | 20 | 14  |
| 6.   | Tomáš Rod       | HC Slovan Ústí nad Labem   | 51 | 12 | 43 | 55 | 16 | 10  |
| 7.   | Vítězslav Bílek | HC Stadion Litoměřice      | 52 | 34 | 20 | 54 | 48 | 17  |
| 8.   | Marek Hovorka   | Piráti Chomutov            | 49 | 26 | 28 | 54 | 66 | 13  |
| 9.   | Nikola Gajovský | Piráti Chomutov            | 46 | 18 | 34 | 52 | 10 | 27  |
| 10.  | Martin Heřman   | ČEZ Motor České Budějovice | 48 | 19 | 30 | 49 | 66 | 17  |

### Hodnocení brankářů
Toto je konečné pořadí nejlepších deset brankářů.
| Poř. | Hráč              | Tým                        | Z  | MIN  | OG | PZ   | PS   | POG  | Úsp%  |
| ---- | ----------------- | -------------------------- | -- | ---- | -- | ---- | ---- | ---- | ----- |
| 1.   | Jan Strmeň        | SK Trhači Kadaň            | 19 | 1151 | 29 | 572  | 601  | 1.51 | 95.17 |
| 2.   | Miroslav Kopřiva  | Piráti Chomutov            | 34 | 2034 | 58 | 858  | 916  | 1.71 | 93.67 |
| 3.   | Ondřej Bláha      | ČEZ Motor České Budějovice | 29 | 1631 | 54 | 798  | 852  | 1.99 | 93.66 |
| 4.   | Jan Lukáš         | Rytíři Kladno              | 31 | 1780 | 57 | 802  | 859  | 1.92 | 93.36 |
| 5.   | Miroslav Hanuljak | Piráti Chomutov            | 27 | 1572 | 53 | 668  | 721  | 2.02 | 92.65 |
| 6.   | Lukáš Daneček     | HC AZ Havířov 2010         | 28 | 1462 | 57 | 706  | 763  | 2.34 | 92.53 |
| 7.   | Vítek Vaněček     | HC Benátky nad Jizerou     | 20 | 1178 | 44 | 544  | 588  | 2.24 | 92.52 |
| 8.   | Martin Falter     | SK Horácká Slavia Třebíč   | 21 | 1248 | 47 | 577  | 624  | 2.26 | 92.47 |
| 9.   | Tomáš Král        | HC Stadion Litoměřice      | 39 | 2265 | 90 | 1087 | 1177 | 2.38 | 92.35 |
| 10.  | Lukáš Horák       | HC Most                    | 34 | 1894 | 94 | 1061 | 1155 | 2.98 | 91.86 |

## Playoff

### Pavouk
|  | Čtvrtfinále                | Čtvrtfinále                |                          |       | Semifinále | Semifinále |  |  | Finále | Finále |
|  |                            |                            |                          |       |            |            |  |  |        |        |
|  |                            |                            |                          |       |            |            |  |  |        |        |
|  | Piráti Chomutov            | 4                          |                          |       |            |            |  |  |        |        |
|  | Piráti Chomutov            | 4                          |                          |       |            |            |  |  |        |        |
|  | HC Slovan Ústí nad Labem   | 2                          |                          |       |            |            |  |  |        |        |
|  | HC Slovan Ústí nad Labem   | 2                          | Piráti Chomutov          | 4     |            |            |  |  |        |        |
|  |                            |                            | Piráti Chomutov          | 4     |            |            |  |  |        |        |
|  |                            | HC Dukla Jihlava           | 1                        |       |            |            |  |  |        |        |
|  | HC Dukla Jihlava           | HC Dukla Jihlava           | 1                        | 4     |            |            |  |  |        |        |
|  | HC Dukla Jihlava           |                            |                          | 4     |            |            |  |  |        |        |
|  | Rytíři Kladno              | 3                          |                          |       |            |            |  |  |        |        |
|  | Rytíři Kladno              | 3                          | Piráti Chomutov          | Baráž |            |            |  |  |        |        |
|  |                            |                            | Piráti Chomutov          | Baráž |            |            |  |  |        |        |
|  |                            | ČEZ Motor České Budějovice | Baráž                    |       |            |            |  |  |        |        |
|  | SK Horácká Slavia Třebíč   | ČEZ Motor České Budějovice | Baráž                    | 4     |            |            |  |  |        |        |
|  | SK Horácká Slavia Třebíč   |                            |                          | 4     |            |            |  |  |        |        |
|  | HC AZ Havířov 2010         | 0                          |                          |       |            |            |  |  |        |        |
|  | HC AZ Havířov 2010         | 0                          | SK Horácká Slavia Třebíč | 1     |            |            |  |  |        |        |
|  |                            |                            | SK Horácká Slavia Třebíč | 1     |            |            |  |  |        |        |
|  |                            | ČEZ Motor České Budějovice | 4                        |       |            |            |  |  |        |        |
|  | ČEZ Motor České Budějovice | ČEZ Motor České Budějovice | 4                        | 4     |            |            |  |  |        |        |
|  | ČEZ Motor České Budějovice |                            |                          | 4     |            |            |  |  |        |        |
|  | HC Benátky nad Jizerou     | 2                          |                          |       |            |            |  |  |        |        |
|  | HC Benátky nad Jizerou     | 2                          |                          |       |            |            |  |  |        |        |

### Předkolo
- HC Stadion Litoměřice - HC Benátky nad Jizerou 1:2 (1:0, 0:1, 0:1)
- HC Stadion Litoměřice - HC Benátky nad Jizerou 2:3PP (1:1, 0:1, 1:0 - 0:1)
- HC Benátky nad Jizerou - HC Stadion Litoměřice 3:1 (2:1, 0:0, 1:0)
- Konečný stav série 3:0 na zápasy pro HC Benátky nad Jizerou

- SK Kadaň - HC Slovan Ústí nad Labem 0:1 (0:0, 0:1, 0:0)
- SK Kadaň - HC Slovan Ústí nad Labem 3:2 (1:0, 0:0, 2:2)
- HC Slovan Ústí nad Labem - SK Kadaň 4:0 (2:0, 2:0, 0:0)
- HC Slovan Ústí nad Labem - SK Kadaň 2:0 (1:0, 1:0, 0:0)
- Konečný stav série 3:1 na zápasy pro HC Slovan Ústí nad Labem

### Čtvrtfinále
- Piráti Chomutov - HC Slovan Ústí nad Labem 4:1 (0:0, 1:1, 3:0)
- Piráti Chomutov - HC Slovan Ústí nad Labem 5:7 (2:2, 2:2, 1:3)
- HC Slovan Ústí nad Labem - Piráti Chomutov 2:9 (0:1, 2:4, 0:4)
- HC Slovan Ústí nad Labem - Piráti Chomutov 1:5 (0:1, 1:1, 0:3)
- Piráti Chomutov - HC Slovan Ústí nad Labem 2:3 PP (2:1, 0:0, 0:1 - 0:1)
- HC Slovan Ústí nad Labem - Piráti Chomutov 1:6 (1:1, 0:3, 0:2)
- Konečný stav série 4:2 na zápasy pro Piráti Chomutov

- ČEZ Motor České Budějovice - HC Benátky nad Jizerou 1:4 (1:0, 0:1, 0:3)
- ČEZ Motor České Budějovice - HC Benátky nad Jizerou 4:0 (0:0, 1:0, 3:0)
- HC Benátky nad Jizerou - ČEZ Motor České Budějovice 7:4 (1:1, 1:2, 5:1)
- HC Benátky nad Jizerou - ČEZ Motor České Budějovice 1:2 (1:1, 0:0, 0:1)
- ČEZ Motor České Budějovice - HC Benátky nad Jizerou 7:0 (3:0, 1:0, 3:0)
- HC Benátky nad Jizerou - ČEZ Motor České Budějovice 2:3 (2:1, 0:2, 0:0)
- Konečný stav série 4:2 na zápasy pro ČEZ Motor České Budějovice

- SK Horácká Slavia Třebíč - HC AZ Havířov 2010 8:2 (3:0, 3:1, 2:1)
- SK Horácká Slavia Třebíč - HC AZ Havířov 2010 4:2 (0:1, 3:0, 1:1)
- HC AZ Havířov 2010 - SK Horácká Slavia Třebíč 2:3 po SN (0:0, 1:1, 1:1 - 0:0)
- HC AZ Havířov 2010 - SK Horácká Slavia Třebíč 3:4 (1:1, 1:2, 1:1)
- Konečný stav série 4:0 na zápasy pro SK Horácká Slavia Třebíč

- HC Dukla Jihlava - Rytíři Kladno 4:3 po sam. nájezdech (2:0, 0:2, 1:1 - 0:0)
- HC Dukla Jihlava - Rytíři Kladno 8:3 (1:1, 2:2, 5:0)
- Rytíři Kladno - HC Dukla Jihlava 4:3 (2:1, 1:1. 1:1)
- Rytíři Kladno - HC Dukla Jihlava 3:2 PP (0:0, 1:0, 1:2 - 1:0)
- HC Dukla Jihlava - Rytíři Kladno 1:2 PP (1:0, 0:0, 0:1 - 0:1)
- Rytíři Kladno - HC Dukla Jihlava 2:3 (1:0, 1:2, 0:1)
- HC Dukla Jihlava - Rytíři Kladno 3:2 (0:0, 2:1, 1:1)
- Konečný stav série 4:3 na zápasy pro HC Dukla Jihlava

### Semifinále
- Piráti Chomutov - HC Dukla Jihlava 4:2 (2:1, 2:0, 0:1)
- Piráti Chomutov - HC Dukla Jihlava 1:0 (1:0, 0:0, 0:0)
- HC Dukla Jihlava - Piráti Chomutov 4:2 (3:1, 1:0, 0:1)
- HC Dukla Jihlava - Piráti Chomutov 1:4 (0:2, 1:0, 0:2)
- Piráti Chomutov - HC Dukla Jihlava 6:3 (1:1, 3:0, 2:2)
- Konečný stav série 4:1 na zápasy pro Piráti Chomutov

- ČEZ Motor České Budějovice - SK Horácká Slavia Třebíč 4:3 (1:0, 1:1, 2:2)
- ČEZ Motor České Budějovice - SK Horácká Slavia Třebíč 3:4 (1:2, 0:0, 2:2)
- SK Horácká Slavia Třebíč - ČEZ Motor České Budějovice 2:4 (0:0, 2:3, 0:1)
- SK Horácká Slavia Třebíč - ČEZ Motor České Budějovice 3:4 (2:3, 1:0, 0:1)
- ČEZ Motor České Budějovice - SK Horácká Slavia Třebíč 8:2 (4:0, 2:2, 2:0)
- Konečný stav série 4:1 na zápasy pro ČEZ Motor České Budějovice

- Týmy Piráti Chomutov a ČEZ Motor České Budějovice postoupily do Baráž o extraligu 2014/2015.

## O udržení
| Vysvětlivka                                        |
| -------------------------------------------------- |
| Uhájení prvoligové příslušnosti i pro další ročník |
| Sestup do 2. ligy                                  |

| Poř. | Tým                    | Z  | V  | VP | PP | P  | VG  | OG  | B  |
| ---- | ---------------------- | -- | -- | -- | -- | -- | --- | --- | -- |
| 11.  | HOKEJ ŠUMPERK 2003     | 58 | 21 | 5  | 5  | 27 | 175 | 207 | 78 |
| 12.  | HC Most                | 58 | 13 | 6  | 10 | 29 | 130 | 217 | 61 |
| 13.  | LHK Jestřábi Prostějov | 58 | 13 | 5  | 3  | 37 | 140 | 222 | 52 |
| 14.  | HC Havlíčkův Brod      | 58 | 10 | 6  | 5  | 37 | 129 | 207 | 47 |

## Kvalifikace o 1. ligu
| Vysvětlivka                |
| -------------------------- |
| Účastník 1. ligy 2015/2016 |
| Účastník 2. ligy 2015/2016 |

| Poř. | Tým              | Z | V | VP | PP | P | VG | OG | B |
| ---- | ---------------- | - | - | -- | -- | - | -- | -- | - |
| 1.   | HC Zubr Přerov   | 4 | 2 | 1  | 0  | 1 | 11 | 6  | 8 |
| 2.   | HC Baník Sokolov | 4 | 2 | 0  | 1  | 1 | 20 | 8  | 7 |
| 3.   | HC Tábor         | 4 | 1 | 0  | 0  | 3 | 8  | 25 | 3 |

- HC Zubr Přerov - HC Tábor 2:0 (0:0, 1:0, 1:0)
- HC Baník Sokolov - HC Zubr Přerov 2:1 (0:1, 1:0, 1:0)
- HC Tábor - HC Baník Sokolov 2:1 (1:1, 1:0, 0:0)
- HC Tábor - HC Zubr Přerov 3:6 (1:0, 1:3, 1:3)
- HC Zubr Přerov - HC Baník Sokolov 2:1 SN (0:1, 0:0, 1:0, 0:0)
- HC Baník Sokolov - HC Tábor 16:3 (3:2, 3:1, 10:0)